# Nils von Rosenstein
Nils von Rosenstein (uttalas: rosenstejn) (före 1756 Rosén), född 12 december 1752 i Uppsala, död 7 augusti 1824 i Stockholm, var en svensk ämbetsman, ledamot av Svenska Akademien och filosof.

## Biografi
Nils von Rosenstein var son till medicinprofessorn Nils Rosén, adlad von Rosenstein och Anna Christina von Hermansson. Han var Svenska Akademiens första ständige sekreterare 1786–1824 i rekordlånga 38 år och hade stol 11. Han var den sista tiden både blind och senil. Han utnämndes till kommendör av Nordstjärneorden.
Nils von Rosenstein växte upp i Uppsala, där han skrevs in vid universitetet vid ett års ålder. Efter fullbordade studier vid något högre ålder arbetade han först från 1771 som kanslist och andre sekreterare vid Canzlicollegium och från 1782 som ambassadsekreterare i Paris under ambassadörerna Gustaf Filip Creutz och Erik Magnus Staël von Holstein. Vid Gustav III:s italienska resa ingick han i kungens följe. Under vistelsen i Paris upprätthöll han kontakt med franska upplysningsmän och kom i kontakt med Benjamin Franklin och med den engelske filosofen John Lockes erfarenhetsfilosofi. Han upprätthöll brevledes en nära kontakt med sin vän Johan Henric Kellgren i Stockholm. Han återvände hem till Sverige 1784.
Vid hemkomsten 1784 tillträdde han en tjänst som informator till kronprins Gustaf Adolf. Under de elva år som han var kronprinsens lärare undervisade han i upplysningens anda, men hade inget större inflytande på kungahuset i politiska frågor. Vid Svenska Akademiens instiftande 1786 utnämndes Nils von Rosenstein till stol 11 samtidigt som Akademien valde honom till dess förste ständige sekreterare. År 1795 tilldelades han livstidspension med landshövdings namn, heder och värdighet.
Nils von Rosenstein var hela sitt liv trogen upplysningsfilosofin och brevväxlade med madame de Staël. Han och Johan Henrik Kellgren bildade 1787 sällskapet Pro sensu communi (För sunt förnuft) med endast sig själva som medlemmar. Pro Sensu Communi var en upplysningsorden och en drift med ordensmystik i en tid med inflytelsefulla rituella ordenssällskap och utbredd vidskeplighet i ledande kretsar i samhället. Under tiden efter mordet på Gustav III var han misstänkt för att vara jakobin, men efter statskuppen 1809 gjorde han förnyad karriär och blev statssekreterare för ecklesiastikärenden (kyrkliga och utbildningsärenden). Han invaldes som ledamot av Kungliga Vetenskapsakademien 1788. I ett tal på Vetenskapsakademien 1789, publicerat 1793 som Försök till en afhandling om upplysningen, lade sin syn på upplysningsfilosofi i John Lockes anda. Denna skrift betraktas som den främsta svenska skriften om upplysningens filosofi. Han var 1815–1816 preses i Samfundet Pro Fide et Christianismo.
| ” | Men om af alla våra förmögenheter förståndet är den ädlaste, hvad annat bevis skall väl behövas, att upplysning är en väsentlig del af vår lycksalighet, än att den födes af förståndets bruk? Skaparen har ej skänkt oss förgäfves förståndet, icke förgäfves satt henne utom menniskors våld. Huru har då någon dödlig trott sig äga rättigheter att förhindra förståndets bruk, trott sig äga förmåga att fjettra tanken? | „ |
| – Nils von Rosenstein i talet Försök til en afhandling om uplysningen, til dess beskaffenhet, nytta och nödvändighet för samhället inför Vetenskapsakademien 1789 | |   |

## Bilder

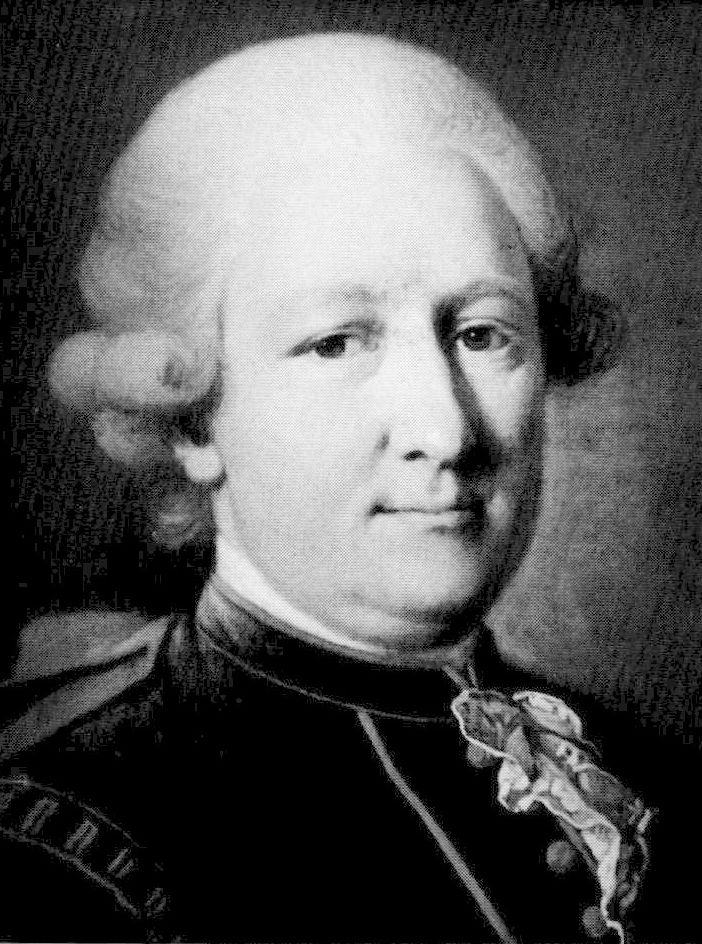
Nils von Rosenstein, målning av Per Krafft den äldre.